# Porthidium ophryomegas
Porthidium ophryomegas es una especie de serpiente venenosa que pertenece a la subfamilia de las víboras de foseta. Es nativa de Centroamérica. No tiene subespecies reconocidas.

## Nombres comunes
Tamagás negro, Timbo, Cantil del sur, Toboba o Toboba Gata (en Costa Rica), Víbora Castellana (Guatemala).
Inglés: slender hognosed pitviper, western hog-nosed viper.

## Descripción
Los adultos son relativamente delgados y tienen por lo general un tamaño de 40 a 60 cm de longitud. Las hembras son más grandes que los machos y a menudo miden más de 60 cm de longitud, mientras que los machos suelen tener una longitud de aproximadamente 45 cm. En un caso excepcional, se informó que una hembra midió 77 cm de longitud.
La coloración del cuerpo se compone de un color de fondo bronceado, marrón, gris o marrón grisáceo, con una estrecha franja vertebral blanca, amarillo o marrón óxido y 24-40 manchas de color marrón oscuro hasta casi negro que se oponen o alternan a lo largo la franja vertebral. Las manchas tienen bordes blancos finos que se extienden en un ángulo recto desde la línea vertebral.

## Distribución y hábitat
Su área de distribución incluye Guatemala, El Salvador, Honduras, Nicaragua y Costa Rica. La localidad tipo es descrita como "les terres chaudes du versant occidental de la Cordillère Escuintla (Guatémala)" ("las tierras calientes de la vertiente occidental de la Cordillera de Escuintla (Guatemala)").
Su hábitat natural se compone de bosques estacionalmente secos, incluidos los bosques secos tropicales, bosques de zonas áridas, bosques secos subtropicales y las partes más áridas de los bosques húmedos tropicales.

## Comportamiento
Cuando se siente amenazada, esta serpiente puede defenderse vigorosamente, a menudo lanzándose con tanta fuerza que su cuerpo se echa hacia adelante o incluso despega de la tierra.

### Alimentación
Se alimenta principalmente de roedores y lagartijas. Los juveniles se alimentan principalmente de largartijas así como pequeñas ranas si están disponibles.

### Reproducción
La hembra es ovivivipara, dando luz a crías vivas que miden aproximadamente 15 cm de longitud.

## Veneno
No se han reportado muertes como resultado de las mordeduras de esta especie. Sin embargo, ocurrieron varios casos de envenenamiento grave requiriendo hospitalización. De acuerdo a Bolaños (1984), de los 477 casos de mordedura de serpiente en Costa Rica en 1979, tres se atribuyeron a esta especie.